# Kiril Nikolajevič Tavastšerna
Kiril Nikolajevič Tavastšerna (rusko Кири́лл Никола́евич Тавастше́рна), ruski astronom, * 1. maj 1921, Petrograd, Sovjetska zveza (sedaj Sankt Peterburg, Rusija), † 24. junij 1982.

## Življenje in delo
Tavastšerna se je rodil v družini znanstvenikov. Leta 1939 je začel študirali na Oddelku za astronomijo leningrajske univerze (LGU). Novembra tega leta so ga vpoklicali v Sovjetsko vojsko, kjer je služil do konca 2. svetovne vojne. Septembra 1945 se je vrnil na univerzo in leta 1950 postal aspirant LGU. Leta 1953 je postal mlajši znanstveni sodelavec Observatorija Pulkovo. Leta 1954 je opravil magisterij, leta 1982 pa je doktoriral. Junija tega leta je umrl v avtomobilski nesreči.
Med letoma 1979 in 1982 je bil dvanajsti predstojnik Observatorija Pulkovo, kjer je nasledil Krata.